# Pentasteron oscitans
Pentasteron oscitans är en spindelart som beskrevs av Baehr och Rudy Jocqué 200. Pentasteron oscitans ingår i släktet Pentasteron och familjen Zodariidae.
Artens utbredningsområde är New South Wales. Inga underarter finns listade i Catalogue of Life.